# فریت بیسموت
فریت بیسموت (BiFeO3)، که معمولاً در علم مواد نیز به آن BFO گفته می‌شود، یک ترکیب شیمیایی معدنی با ساختار پروسکایت است. فاز دمای اتاق BiFeO3 به عنوان یک ساختار رومبوهدرال متعلق به گروه فضایی R3c طبقه‌بندی می‌شود. این ماده به صورت بالک و فیلم نازک سنتز می‌شود و هم دمای حرارت نئل ضد مغناطیسی (تقریباً 653K) و هم دمای کیوری فروالکتریک کاملاً بالاتر از دمای اتاق است (تقریباً 1100K). فریت بیسموت ذاتاً نیمه‌هادی است. در نیمه‌هادی‌ها، باندگپ وجود دارد ولی انرژی آن زیاد نیست. باندگپ در فریت بیسموت در حدودeV (8/2-2/2) محاسبه شده‌است. همچنین خواص نوری و رسانایی قابل توجهی در این ماده گزارش شده‌است؛ لذا نانو ذرات فریت بیسموت به عنوان کاتالیزور پیشنهاد شده‌است.

## تاریخچه
بررسی تجربی خواص فریت بیسموت برای اولین بار در سال ۱۹۶۰ توسط اسمولنسکی و همکارانش انجام شد. طی سال‌های ۱۹۶۰ تا ۲۰۰۰، با مشاهدهٔ خواص غیر منتظرهٔ الکتریکی و مغناطیسی این ماده، مطالعات نظری و تجربی در مورد این ماده آغاز و پیشنهادهایی برای بهبود این خواص ارائه شد. اما به دلیل مشکلاتی از قبیل نشت جریان، مقاومت ویژه کم و دارا بودن مغناطش برآیند صفر به دلیل خاصیت پادفرومغناطیس، استفاده از آن در صنایع امکان‌پذیر نبود.

## ساختار
در دمای اتاق، ساختار فریت بیسموت به شکل رومبوهدرال (گروه فضایی R3c) است. سلول واحد پروسکایت با ثابت شبکه (انگستروم) a= ۳/۹۶۵ و °(۸۳/۴–۸۳/۳)= α است. از نگاهی دیگر ساختمان سلول واحد آن در گروه هگزاگونال قرار می‌گیرد، محور C هگزاگونال با قطر مکعب پروسکایت موازی است و (انگستروم) ۱۳/۹۰=c ثابت شبکه هگزاگونال است. یکی از پارامترهای مهم ساختاری چرخش هشت وجهی FeO6 است که این زاویه برای مکعب پروسکایتی که یون‌های آن به‌طور کامل به هم متصل شده‌اند، صفر است. اندازه مناسب یون‌ها برای سلول واحد پروسکایت با توجه به نسبت مشخص می‌شود که r اندازه شعاع یون‌ها و طول لبه هشت وجهی است. محاسبه فاکتور تلورانس BiFeO3، با استفاده از اندازه شعاع یونی برای یون Bi+3 با عدد کوردیناسیون ۸ و یون Fe+3 با عدد کوردیناسیون ۶، برابر ۰/۸۸ به دست آمد.

## ویژگی‌ها
BiFeO3 توده ای، انتقالی را به فاز فروالکتریک با تقارن رومبوهدرال (گروه فضایی R3c) در Tc ~ 1100 K و به فاز آنتی فرومغناطیس در TN ~ 640K نشان می‌دهد. این ماده یک ماده مولتی فروییک بوده و اثر کوپل مگنتوالکتریک بین رفتارهای الکتریکی و مغناطیسی آن دیده می‌شود. در ساختار فریت بیسموت، یون آهن جابجایی حدود ۰/۱۳۵ آنگستروم را نسبت به مرکز هشت وجهی‌های اکسیژن در طول محور ۱۱۱ نشان می‌دهد؛ وضعیت فروالکتریک در فریت را مرتبط با نابجایی بزرگ یون بیسموت نسبت به هشت وجهی FeO6 می‌دانند. مطالعات جدید نشان داده‌است نظم کوتاه برد مغناطیسی در فریت بیسموت، آنتی فرومغناطیس نوع G است. همچنین، این ماده ساختار مارپیچی ممان‌های مغناطیسی با تناوب حدود ۶۲ نانومتر دارد. علاوه بر این ذکر شده‌است که اگر ممان‌های مغناطیسی، عمود بر جهت ۱۱۱ یعنی جهت پلاریزاسیون، جهت‌گیری کنند، تقارن، اجازه چرخش کوچکی را به ممان‌ها در ساختار می‌دهد که بر اساس مکانیزم میانکنش اسپین-اسپین، منجر به ظهور اثر فرومغناطیس ضعیف می‌گردد. به این دلیل که خاصیت فرومغناطیس ضعیف و اثر مگنتوالکتریک خطی، هردو در فریت بیسموت با توجه به تقارن اجازه ظهور می‌یابند، این موارد در فریت بیسموت بالک مشاهده نمی‌شود. این مورد مربوط به نوسان با طول موج بلند ساختار ممان‌های مغناطیسی است؛ این نوسان منجر به مغناطش کلی با مقدار صفر می‌شود. خاصیت فرومغناطیس ضعیف مشاهده شده در لایه‌های نازک فریت بیسموت، مربوط به تخریب ساختار مارپیچی ممان‌های مغناطیسی آن، توسط کرنش‌های بین لایه نازک و زیرپایه است. مغناطش تشدیدیافته هم چنین برای نانوذرات گزارش شده‌است. این موضوع به مغناطش القا شده در سطح (که مربوط به توزیع ممان‌های مغناطیسی جبران نشده در سطح است)، افزایشی در چرخش ممان‌های مغناطیسی ناشی از کرنش شبکه در نانو کریستال‌ها یا یک مارپیچ ناقص از نظم مغناطیسی در نانوذرات با ابعاد کوچکتر از ۶۲ نانومتر، ربط داده می‌شود. این ماده با نظم الکتریکی و مغناطیسی خود، می‌تواند گزینه مناسبی برای انواع کاربردها باشد؛ از جمله ذخیره‌سازی اطلاعات، حسگرها، دستگاه اسپینترونیک، رادیو، تلویزیون، ماکروویو، ماهواره‌های ارتباطی، دستگاه‌های صوتی و تصویری و ضبط‌های دیجیتالی.

## عملکرد فوتوکاتالیستی
در سال‌های اخیر، فعالیت فوتوکاتالیستی فریت بیسموت توجه ویژه‌ای را به خود جلب کرده‌است. انرژی باندگپ فریت بیسموت در حدود ۲/۸–۲/۲ الکترون ولت است که با جذب نور مرئی فرایند فوتوکاتالیستی آن انجام می‌شود. تلاش‌های زیادی برای بررسی عملکرد فوتوکاتالیستی فریت بیسموت با ساختار پروسکایت با استفاده از نور مرئی انجام شده‌است. این ماده پایداری شیمیایی بسیار خوبی در فرایند فوتوکاتالیستی دارد. فریت بیسموت تحت تابش نور مرئی می‌تواند متیل نارنجی را به خوبی تجزیه کند. رفتار فوتوکاتالیستی این ماده برای تجزیه محلول آبی رودامین بی نیز با استفاده از نور مرئی در تحقیقات متعددی مورد بررسی قرار گرفته‌است. برای تقویت عملکرد فوتوکاتالیستی BiFeO3 روش‌هایی مانند کنترل ساختار، اضافه کردن یون‌های فلزی و کامپوزیت کردن با کاتالیست‌های دیگر، پیشنهاد شده‌است. از بین روش‌های ذکر شده، اضافه کردن یون‌های فلزی به ساختار، یکی از مؤثرترین روش‌ها شناخته شده‌است. یون‌های فلزی خارجی با قرارگیری در شبکهٔ فتوکاتالیست‌ها، می‌توانند محل‌های به دام انداختن الکترون یا حفره را ایجاد کنند که احتمالاً جدایش و انتقال جفت‌های الکترون- حفره در حین واکنش فوتوالکتریکی را شتاب می‌دهد. در این فرایند، الکترون‌هایی که به باند هدایت می‌روند، برای رسیدن به حالت پایدار خود با سرعت به سمت نوار ظرفیت و مکان اولیه خود بازمی‌گردند. تحقیقات نشان داده‌است که افزودنی‌های فلزی با ایجاد ترازهای دهنده و گیرنده در باندگپ، تله‌هایی در مسیر الکترون‌ها به وجود می‌آورند؛ لذا الکترون‌های برانگیخته شده، با از دست دادن انرژی خود، ابتدا به این ترازها وارد شده و سپس به نوار ظرفیت می‌رسند. در واقع با افزایش میزان ناخالصی‌ها، سرعت بازترکیب کاهش می‌یابد. اغلب فلزاتی را به عنوان ناخالصی کاتیونی به نیمه‌هادی‌های فوتوکاتالیست اضافه می‌شوند، فلزات واسطه و گروه انتقالی آهن هستند. همچنین در این زمینه، دپ کردن فلزات کمیاب خاکی در فتوکاتالیست، به عنوان روشی مؤثر برای بهبود فعالیت فوتوکاتالیستی مورد توجه قرار گرفته‌است. این یون‌های دپ شده با کاهش انرژی برانگیختگی اولیه، به جداشدن و تولید جفت‌های الکترون-حفره در طی واکنش فوتوکاتالیستی کمک می‌کنند. همچنین در شبکهٔ فوتوکاتالیست می‌توانند به عنوان تلهٔ الکترون یا حفره قرار گیرند. تا به امروز، دوپینگ فریت بیسموت با اتم‌های خارجی با جانشینی یون‌های خاکی نظیر (La, Ho, Er) و یون‌های قلیایی خاکی نظیر (Ba, Ca) به جای بیسموت و یون‌های فلزات واسطه مانند (Mn, Co, Cr) به جای آهن انجام شده‌است و بدین طریق تغییر یک مکان A یا B از شبکه در خواص فتوکاتالیستی آن مؤثر بوده‌است که تأثیر برخی از آن‌ها مورد بررسی قرار می‌گیرد.

## انواع روش‌های سنتز
روش سنتز تأثیر بسیار مهمی بر خواص محصول نهایی از جمله ساختار کریستالی، مورفولوژی، اندازه ذرات و خواص فوتوکاتالیستی دارد. بیشتر این روش‌ها نیازمند استفاده از مقادیر زیادی مواد شیمیایی هستند، زمان انجام واکنش‌های مورد نیاز طولانی و بازده واکنش نیز پایین است. همچنین بیشتر این روش‌ها دارای معایبی چون فرایند محلول‌سازی پیچیده، دمای کلسیناسیون بالا، نداشتن صرفه اقتصادی و ایجاد گازهای سمی آلوده‌کننده محیط زیست نیز هستند؛ لذا باید از روشی استفاده کرد که این مشکلات تا حد ممکن در آن برطرف شود. سنتز تک فاز بسیار دشوار است و سینتیک تشکیل فاز به گونه‌ای است که اغلب منجر به تشکیل فازهای ناخالصی چون Bi2O3،Bi2Fe4O9و Bi25FeO40 می‌گردد. اکسیدهای دارای ساختار پروسکایت به روشی سنتی از طریق واکنش حالت جامد اکسیدها در دمای بالا یا فعال‌سازی مکانیکی در دماهای پایین‌تر سنتز می‌شود. اخیراً روش‌های شیمی‌تر توجه زیادی را به خود جلب کرده‌اند. روش‌های رایج از این نوع عبارتند از: ۱) روش واکنش حالت جامد ۲) سل ژل ۳) هیدروترمال ۴) سنتز احتراقی ۴) سونوشیمیایی ۶) هم رسوبی ۷) تجزیه حرارتی.

### روش واکنش حالت جامد
در روش واکنش حالت جامد، اکسیدهای فلزی یا کربنات‌ها با نسبت مناسب مخلوط شده و پس از کلسیناسیون در دمای بالا نفوذ کاتیون‌ها رخ می‌دهد. واکنش، زمانی آغاز می‌شود که بین اجزا تماس برقرار شود. واکنش اولیه سریع است، زیرا مسیرهای نفوذ کوتاه است. اما در ادامه واکنش کندتر می‌شود. در اغلب موارد فازهای ناخواسته‌ای با این روش تشکیل می‌شود. این روش ارزان و ساده بوده و منجر به نتایج قابل قبولی می‌شود، اما موانعی نیز وجود دارد که عبارتند از: غیر یکنواختی شکل و اندازه ذرات، تکرارپذیری پایین، چند فازی شدن و از دست رفتن استوکیومتری (به دلیل تبخیر در دماهای بالا).

### روش سل ژل
این فرایند که با نام رسوب‌دهی شیمیایی نیز از آن یاد می‌شود، یکی از روش‌های مرسوم شیمی‌تر است که معمولاً برای تولید مواد با شروع از یک محلول کلوئیدی (سل) که به عنوان پیش ماده برای شبکه به‌هم‌پیوسته (ژل) از ذرات گسسته یا پلیمرهای شبکه‌ای است، به‌کار می‌رود. پیش ماده‌ها معمولاً شامل آلکوکسیدها و نمک فلزات (از قبیل کلریدها، نیتریدها و استات‌ها) هستند که تحت واکنش‌های مختلف هیدرولیز و بسپارش مرحله‌ای قرار می‌گیرند. مهم‌ترین فاکتور فرایند سل ژل مقدار آب، مقدار pH محلول و دمای آن است. برای سنتز نانوذرات فریت بیسموت توسط روش سل ژل معمولاً از Bi(NO3)3.5H2O و Fe(NO3)3.9H2O به عنوان مواد اولیه استفاده می‌شود. به عنوان مثال گائو و همکاران ۲ ماده گفته شده را با نسبت استوکیومتری مناسب در متوکسی اتانول حل کرده و pH محلول را با اضافه کردن نیتریک اسید در مقدار ۴–۵ تنظیم کردند. سپس سیتریک اسید با نسبت مولی ۱:۱ نسبت به نیترات‌های فلزی و پلی‌اتیلن گلیکول به عنوان پراکنده‌ساز به محلول اضافه گردید. بعد از هم زدن در دمای به مدت ۳۰ دقیقه، محلول در دمای به مدت ۴ روز نگهداری شد تا ژل خشک شود. بعد از کلسیناسیون در دمای به مدت ۲ ساعت نانوذرات با قطر متوسط ۱۲۰–۸۰ نانومتر حاصل شد.

### روش هیدروترمال
هیدروترمال به عنوان روشی بر پایه شکل‌گیری و رشد تک کریستال‌ها در اثر واکنش‌های شیمیایی و تغییرات قابلیت انحلال مواد در یک محلول آبی تحت دما و فشار مناسب شناخته می‌شود. در گذشته سنتز هیدروترمال در دما و فشار بالا و بیشتر در حالت بحرانی صورت می‌گرفت، اما امروزه با شناخت حلال‌های مناسب برای هر واکنش و با کمک روش‌های جدید انرژی‌دهی به سیستم، (مانند استفاده از امواج ماکرو یا میدان‌های مغناطیسی) این روش در دما و فشارهای پایین‌تر نیز استفاده می‌شود. به‌طور کلی در این روش ابتدا واکنش‌دهنده‌ها در حلال مناسب حل می‌شوند. در صورت نیاز برای حل شدن یا توزیع بهتر پیش‌ماده‌ها در محلول، از امواج اولتراسونیک استفاده می‌شود. سپس محلول مواد اولیه درون اتوکلاو ریخته‌شده و سپس اتوکلاو حاوی محلول واکنش‌دهنده‌ها، تا دمای مناسب حرارت‌دهی می‌شوند. در اثر این حرارت‌دهی فشار درون اتوکلاو بالا رفته و شرایط مناسب برای واکنش پیش‌ماده‌ها فراهم می‌شود. پس از گذشت زمان کافی برای انجام واکنش شیمیایی درون اتوکلاو، حرارت‌دهی متوقف شده، محصولات از درون آن بیرون آمده و در صورت نیاز برای خشک یا کلسینه شدن حرارت‌دهی می‌شوند. برای مثال در این روش چن و همکارانش از Bi(NO3)3.5H2O و Fe(NO3)3.9H2O به عنوان مواد اولیه و KOH در محدوده غلظت ۱ تا ۹ مولار برای سنتط نانو ذرات BiFeO3 خالص با مورفولوژی‌های مختلف در دماهای ۲۰۰ درجه سانتیگراد به مدت ۶ ساعت استفاده کردند. علاوه بر روش هیدروترمال، روش سالوترمال نیز روشی متدوال برای سنتز نانو ذرات BFO است. این روش بسیار شبیه به روش هیدروترمال است با این تفاوت که محلول واکنش معمولاً با استفاده از یک واسط آلی مثل اتانول یا استون تهیه می‌شود، در حالیکه در روش هیدروترمال از آب استفاده می‌شود. مورفولوژی محصول نهایی حاصل از این روش می‌تواند به خوبی با استفاده از انتخاب نوع و مقدار مناسب از ترکیبات آلی کنترل شود. لیو و همکارانش از این روش برای سنتز تک کریستال‌های نانوسیم‌های BFO استفاده کردند که بدین منظور ازBi(NO3)3.5H2O و Fe(NO3)3.9H2O به نسبت مولی یک به یک به همراه آب یونیزه شده و محلول آمونیاک قوی به منظور تنظیم pH در محدوده ۱۰–۱۱ استفاده کردند. سپس آن‌ها را با NaOH 5 مولار ترکیب کرده و به مدت ۳۰ دقیقه مدواما هم خورد. سپس برای ۷۲ ساعت در دمای ۱۸۰ درجه سانتیگراد قرار دادند.

### روش سنتز احتراقی
یکی از روش‌های رایج و مفید سنتز فریت بیسموت روش احتراقی است که از ماده سوختنی استفاده می‌کند. ماده سوختنی مورد استفاده می‌تواند گلیسیرین، اسید سیتریک یا اوره باشد. برای سنتز فریت بیسموت به روش احتراقی محلولی از نیترات بیسموت و نیترات آهن با غلظت معینی لازم است. روش احتراقی یکی از روش‌های مقبول برای سنتز مواد گوناگون است. مهم‌ترین مزیت این روش دست‌یابی به محصول با اندازه و شکل دلخواه است. این روش به سرعت به یکی از روش‌های ساده و راحت برای سنتز مواد اکسیدی تبدیل شد. محلول آبی سیستم اکسایش-کاهش شامل نیترات فلزات به عنوان اکسیدکننده و مواد سوختنی مثل اوره، گلیسیرین، اسید سیتریک یا خیلی از مواد دیگر، تا دمای مورد نظر حرارت می‌بیند. به محض خارج شدن آب، واکنش گرمازای شدیدی رخ می‌دهد که عموماً خودبه‌خودی است و انرژی تشکیل اکسید را فراهم می‌کند. این فرایند بر پایهٔ مخلوط کردن سوخت‌های آلی و واکنش‌دهنده‌هایی مانند نیترات فلزات است که به راحتی اکسید می‌شوند. سوخت‌های آلی به عنوان عامل کاهنده عمل می‌کنند. برای شروع احتراق، اعمال گرمای خارجی لازم است تا واکنش گرمازای اکسایش کاهش رخ دهد.

### روش سونوشیمیایی
یکی از روش‌های مؤثر که در سال‌های اخیر برای سنتز مواد نانو مورد توجه قرار گرفته‌است. سونوشیمی یا استفاده از امواج فراصوت برای انجام واکنش‌های شیمیایی می‌باشد. اساس به وجود آمدن این تکنیک بر پایه فرایندی به نام حفره‌زایی است که موجب ایجاد دما و فشار موضعی خیلی زیاد (فشاری معادل ۲۰۰ بار و دمای موضعی حدود ۴۵۰۰ درجه سانتیگراد) در محیط واکنش می‌شود. این فرایند شامل ایجاد، رشد تدریجی و در نهایت انفجار یک سری حباب‌ها در اثر اعمال امواج فراصوت به محلول می‌باشد که موجب تولید موج ضربه‌ای می‌شود. انرژی ناشی از این موج ضربه‌ای برای شکستن پیوندهای کووالانسی، همگن‌سازی، انجام برخی از واکنش‌های شیمیایی استفاده می‌شود. یکی از مورد توجه‌ترین کاربردهای سونوشیمی، سنتز نانومواد است. دلیل این توجه خاص، اثرات امواج فراصوت روی واکنش‌های سنتزی است. مانند افزایش سرعت و بازده واکنش، استفاده بهینه از انرژی، فعال سازی سطوح فلزی و جامدات، ایجاد بهبودهایی در سنتز نانوذرات، توانایی ایجاد پوشش همگن نانو ذرات بر روی بسترهای مختلف. از این روش هم‌چنین برای سنتز فریت بیسموت نیز استفاده شده‌است. برای داشتن بازدهی بالا، پیش‌ماده‌ها باید نسبتاً فرار باشند، زیرا محل اولیه انجام واکنش‌های شیمیایی داخل بخار به دام افتاده درون حباب‌ها می‌باشد. با استفاده از این روش ذرات فریت بیسموت با اندازه متوسط ۵۰–۴ نانومتر سنتز شده‌است.

### روش هم‌رسوبی
روش هم‌رسوبی شامل جدا شدن فاز جامد از محلولی با چند یون مختلف است. حالت ایده‌آل زمانی رخ می‌دهد که رسوب تمام کاتیون‌ها به صورت همزمان انجام شود و به مقدار مناسب باشد تا یک پیش‌ساز کاملاً مخلوط از فلزات تشکیل شود (بدون جدایش اجزای تشکیل دهنده در رسوبات حاصل). با این وجود در اغلب محلول‌های حاوی بیش از یک یون فلزی، این حالت به ندرت اتفاق می‌افتد. هم‌رسوبی همگن یون‌های فلزی در مقیاس اتمی، در محلول پیش‌ساز اکسیدی حاوی دو یا سه یون فلزی تقریباً غیرممکن است. این مشکل را می‌توان با استفاده از عوامل رسوب‌دهنده که باعث رسوب کاتیون‌های فلزی می‌شود، کاهش داد. چن و همکاران، فریت بیسموت تک‌فاز خالص را با استفاده از روش هم‌رسوبی سنتز کردند. آنها نیترات بیسموت و نیترات آهن را در اسید نیتریک حل کردند. سپس pH محلول را با افزودن قطره قطره به ۵/۹ رساندند تا رسوب به‌طور همزمان رخ داد. پودر رسوب کرده شست‌وشو داده شد و در دمای ۴۵۰ درجه سلسیوس به مدت ۲ ساعت کلسینه شد.

### روش تجزیه حرارتی
روش تجزیه حرارتی می‌تواند به عنوان یکی از رویکردهای سنتز نانوذرات مورد استفاده قرار گیرد. اجزای اصلی در این روش عبارت از یک یا چند پیش‌ماده آلی-فلزی، یک حلال با دمای جوش بالا و عوامل افزودنی مختلف (هم‌چون عوامل پایدار کننده، عوامل اکسنده یا کاهنده و …) است. جهت تولید ترکیبات خالص (برای مثال نانوذرات فلزی غیراکسیدی)، معمولاً از دماهای پایین‌تر و اتمسفر گاز بی‌اثر استفاده می‌شود. سنتز نانوذرات فلزی خالص، نانوذرات اکسید فلزی (به خصوص نانوذرات اکسیدی مغناطیسی) و نانوذرات نیمه‌رسانا به عنوان قابلیت‌های این روش ذکر شده‌اند [۵۴]. وجود کمپلکس‌های فلزی باعث توزیع کاتیون‌ها در مقیاس اتمی می‌شود که نتیجه‌اش دستیابی به محصولی همگن، با اندازه کوچک‌تر و در دمای نسبتاً پایین‌تر است. این مورد از مزیت‌های این روش نسبت به روش‌های دیگر به‌شمار می‌آید. شعبانی و همکاران با استفاده از اتیلن گلیکول و اسید نیتریک (۶۸ درصد وزنی)، نانو ذرات تک‌فاز خالص فریت بیسموت را به روش تجزیه حرارتی سنتز کردند. با حرارت‌دهی محلول اولیه روی هم‌زن مغناطیسی با دور۳۰۰rpm در دمای ۹۱ درجه سانتیگراد حاصل شد. ژل تشکیل شده در دمای ۱۳۰ درجه سانتیگراد به مدت ۱۲ ساعت خشک شده و و سپس جهت کلسیناسیون به دمای ۶۰۰ درجه سانتی‌گراد رسیده و ۱ ساعت در آن دما نگهداری شد. با استفاده از این روش، فریت بیسموت با اندازه متوسط ذرات در محدوده ۱۳۰–۴۵ نانومتر سنتز شد.